# Kuran
Kuran – kolonia wsi Brzozowo-Korabie w Polsce, położona w województwie podlaskim, w powiecie białostockim, w gminie Poświętne.
W latach 1975–1998 kolonia administracyjnie należała do województwa białostockiego.